# 166 (nombre)
« Cent soixante-six » redirige ici. Pour l'année, voir 166.
166 (cent soixante-six) est l'entier naturel qui suit 165 et qui précède 167.

## En mathématiques
Cent soixante-six est :
- Un nombre de Smith.
- En entrant 166, la fonction de Mertens retourne 0.
- Un nombre triangulaire centré.

## Dans d'autres domaines
Cent soixante-six est aussi :
- Années historiques : -166, 166.
- Synonyme d'intelligence et de réussite dans les traditions gadzariques.
- Les Formules 1 Ferrari 166 et Ferrari 166S.